# Marie-antoinette-syndroom
Het marie-antoinette-syndroom (alopecia areata diffusa) is een haaraandoening waarbij het haar van een persoon vrij plotseling lijkt grijs te worden. Deze aandoening kan op elke leeftijd optreden, bij zowel mannen als vrouwen.

## Oorzaak
Het komt voor bij bepaalde vormen van stress zoals gedurende bombardementen, doodsangsten en fysiek zware ongevallen. De oorzaak is een auto-immuunstoornis waarbij het afweersysteem de haarzakjes van gepigmenteerde haren afstoot. Hierdoor blijven enkel de reeds grijze haren over en lijkt men plots een grijze haardos te hebben. Schattingen wijzen erop dat 0,5 tot 1% van de mensen aanleg voor deze aandoening hebben.

## Bekende gevallen
- Marie Antoinette van Oostenrijk[2]
- Shah Jahan[3]
- Thomas More[4]